# Prosopis reptans
Prosopis reptans är en ärtväxtart som beskrevs av George Bentham. Prosopis reptans ingår i släktet Prosopis och familjen ärtväxter.

## Underarter
Arten delas in i följande underarter:
- P. r. cinerascens
- P. r. reptans